# Chlamydogobius gloveri
Chlamydogobius gloveri là một loài cá thuộc họ Gobiidae. Nó là loài đặc hữu của Úc.